# Austrophilibertiella
Austrophilibertiella es un género de musgos perteneciente a la amilia Archidiaceae. Comprende 2 especies descritas y aceptadas.

## Taxonomía
El género fue descrito por Ryszard Ochyra y publicado en Fragmenta Floristica et Geobotanica 41: 478. 1996.

## Especies aceptadas
A continuación se brinda un listado de las especies del género Austrophilibertiella aceptadas hasta febrero de 2015, ordenadas alfabéticamente. Para cada una se indica el nombre binomial seguido del autor, abreviado según las convenciones y usos.
- Austrophilibertiella ditrichoidea (Cardot) Ochyra
- Austrophilibertiella nitens (Herzog) Ochyra